# John Prine
John Prine (Maywood, 10 oktober 1946 – Nashville, 7 april 2020) was een Amerikaanse folk- en country-singer-songwriter en gitarist. Hij was een neef van de acteur Andrew Prine.

## Biografie
Prine begon zijn muzikale carrière als folkzanger in Chicago op het einde van de jaren 1960. Hij was een vriend van singer-songwriter Steve Goodman en via Kris Kristofferson kreeg hij een platencontract bij Atlantic Records. Zijn eerste album, John Prine (1971) bevatte onder meer de song Sam Stone over een Vietnamveteraan die aan heroïne verslaafd geraakt en aan een overdosis sterft (Prine zelf had twee jaar legerdienst in Duitsland gedaan tijdens de Vietnamoorlog), en Angel from Montgomery. Dat nummer is vooral bekendgemaakt door Bonnie Raitt, die het op haar album Streetlights uit 1974 zette. Het is ook het finalenummer op haar live-cd Road Tested uit 1995.
Zijn eerste albums waren geen commercieel succes, hoewel ze goede kritieken kregen en Prine vestigde zijn reputatie als getalenteerd songwriter. Het album Common Sense uit 1975, geproduceerd door Steve Cropper was meer rock-georiënteerd en was zijn enige LP die de top-100 haalde in de Verenigde Staten. Voor Bruised Orange (1978), op zijn nieuw platenlabel, trad Steve Goodman als producer op. Pink Cadillac (1979) was dan weer een rockabillyplaat geproduceerd door de legendarische Sam Phillips en diens zonen in Memphis (Tennessee).
In 1980 verhuisde Prine naar Nashville en begon een eigen platenlabel, Oh Boy Records.
Zijn album The Missing Years (1991) werd zijn best verkochte album en won een Grammy Award als "Best Contemporary Folk Album". Gastzangers op het album zijn onder meer Bruce Springsteen, Bonnie Raitt en Tom Petty. Twee andere albums, German Afternoons uit 1986 en Lost Dogs and Mixed Blessings uit 1995, kregen een Grammynominatie.
In 1992 maakte hij zijn debuut als filmacteur in Falling from Grace, een film geregisseerd door John Mellencamp.
In 1998 werd bij hem kanker aan de keel vastgesteld. Na een operatie en radiotherapie kon hij daarvan herstellen en in 1999 kon hij In Spite of Ourselves uitbrengen, een plaat met duetten met bekende countryzangeressen, waaronder Lucinda Williams, Trisha Yearwood, Patty Loveless, Emmylou Harris, Iris DeMent, de Ierse zangeres Dolores Keane en zijn eigen vrouw Fiona. Ongewoon voor Prine is dat de nummers op de plaat op één uitzondering na niet van zijn hand zijn maar van countrygrootheden zoals Roger Miller, Hank Williams sr., Charley Pride en Jim Reeves. De ene nieuwe song was de titelsong van de plaat. Die zong hij samen met Iris DeMent en het nummer werd gebruikt bij de aftiteling van de film Daddy and Them van Billy Bob Thornton, waarin John Prine ook een rol vertolkte. Fair & Square, opgenomen in 2004 was zijn eerste album na Lost Dogs and Mixed Blessings dat voornamelijk bestond uit nieuwe songs van zijn hand. Dit album won ook een Grammy Award voor "Best Contemporary Folk Album" van 2005.
Op 7 april 2020 overleed Prine aan de gevolgen van COVID-19. Prine is begraven in Paradise in Kentucky.

## Discografie
Albums
| Jaar | Album                                               | Label    |
| ---- | --------------------------------------------------- | -------- |
| 1971 | John Prine                                          | Atlantic |
| 1972 | Diamonds in the Rough                               | Atlantic |
| 1973 | Sweet Revenge                                       | Atlantic |
| 1975 | Common Sense                                        | Atlantic |
| 1976 | Prime Prine: The Best of John Prine                 | Atlantic |
| 1978 | Bruised Orange                                      | Asylum   |
| 1979 | Pink Cadillac                                       | Asylum   |
| 1980 | Storm Windows                                       | Asylum   |
| 1984 | Aimless Love                                        | Oh Boy   |
| 1986 | German Afternoons                                   | Oh Boy   |
| 1988 | John Prine Live                                     | Oh Boy   |
| 1991 | The Missing Years                                   | Oh Boy   |
| 1993 | Great Days: The John Prine Anthology                | Rhino    |
| 1993 | A John Prine Christmas                              | Oh Boy   |
| 1995 | Lost Dogs and Mixed Blessings                       | Oh Boy   |
| 1997 | Live on Tour                                        | Oh Boy   |
| 1999 | In Spite of Ourselves                               | Oh Boy   |
| 2000 | Souvenirs                                           | Oh Boy   |
| 2005 | Fair & Square                                       | Oh Boy   |
| 2007 | Standard Songs For Average People (met Mac Wiseman) | Oh Boy   |
| 2010 | In Person & On Stage                                | Oh Boy   |
| 2018 | The Tree of Forgiveness                             | Oh Boy   |